# 163 a.C.
Il 163 a.C. (CLXIII a.C. in numeri romani) è un anno  del II secolo a.C.

## Eventi
- Tolomeo di Commagene si ribella all'Impero seleucide, proclamando la Commagene indipendente e fondando il Regno di Commagene

## Nati
- Marco Emilio Scauro, politico e militare romano
- Tiberio Sempronio Gracco, politico romano († 132 a.C.)

## Morti
- Ariarate IV di Cappadocia, re
- Tolomeo Macrone, militare e funzionario egizio